# Czakalaka północna
Czakalaka północna (Ortalis vetula) – gatunek dużego ptaka z rodziny czubaczy (Cracidae), występujący w Ameryce Północnej – od skrajnego południa USA po Kostarykę. Nie jest zagrożony.

## Podgatunki i zasięg występowania
Obecnie wyróżnia się cztery podgatunki O. vetula:
- O. vetula mccalli – południowy Teksas, północno-wschodni Meksyk.
- O. vetula vetula – wschodni Meksyk do północno-zachodniej Kostaryki. Obejmuje proponowany, lecz nieuznawany obecnie podgatunek intermedia.
- O. vetula pallidiventris – północny Jukatan.
- O. vetula deschauenseei – wyspa Útila u północnych wybrzeży Hondurasu.

Dawniej za podgatunki O. vetula uznawano czakalakę płową (O. poliocephala) i czakalakę białobrzuchą (O. leucogastra). Opisano także podgatunek vallicola (stan Chiapas w południowym Meksyku), ale różnice względem innych populacji są minimalne i nie jest on uznawany.

## Morfologia
Długość ciała 48–58 cm. Masa ciała: samce 468–794 g, samice 439–709 g.
Upierzenie szarobrązowe z żółtym brzuchem, ogon zielonkawy, przy końcu biały. W okresie godowym samcom czerwienieje podgardle.
Podgatunki różnią się wielkością i ubarwieniem. Podgatunek nominatywny jest ciemniejszy i bogaciej ubarwiony niż pozostałe podgatunki. W południowym Meksyku i Ameryce Centralnej sporadycznie spotyka się bardzo ciemne odmiany barwne podgatunku nominatywnego.

## Tryb życia

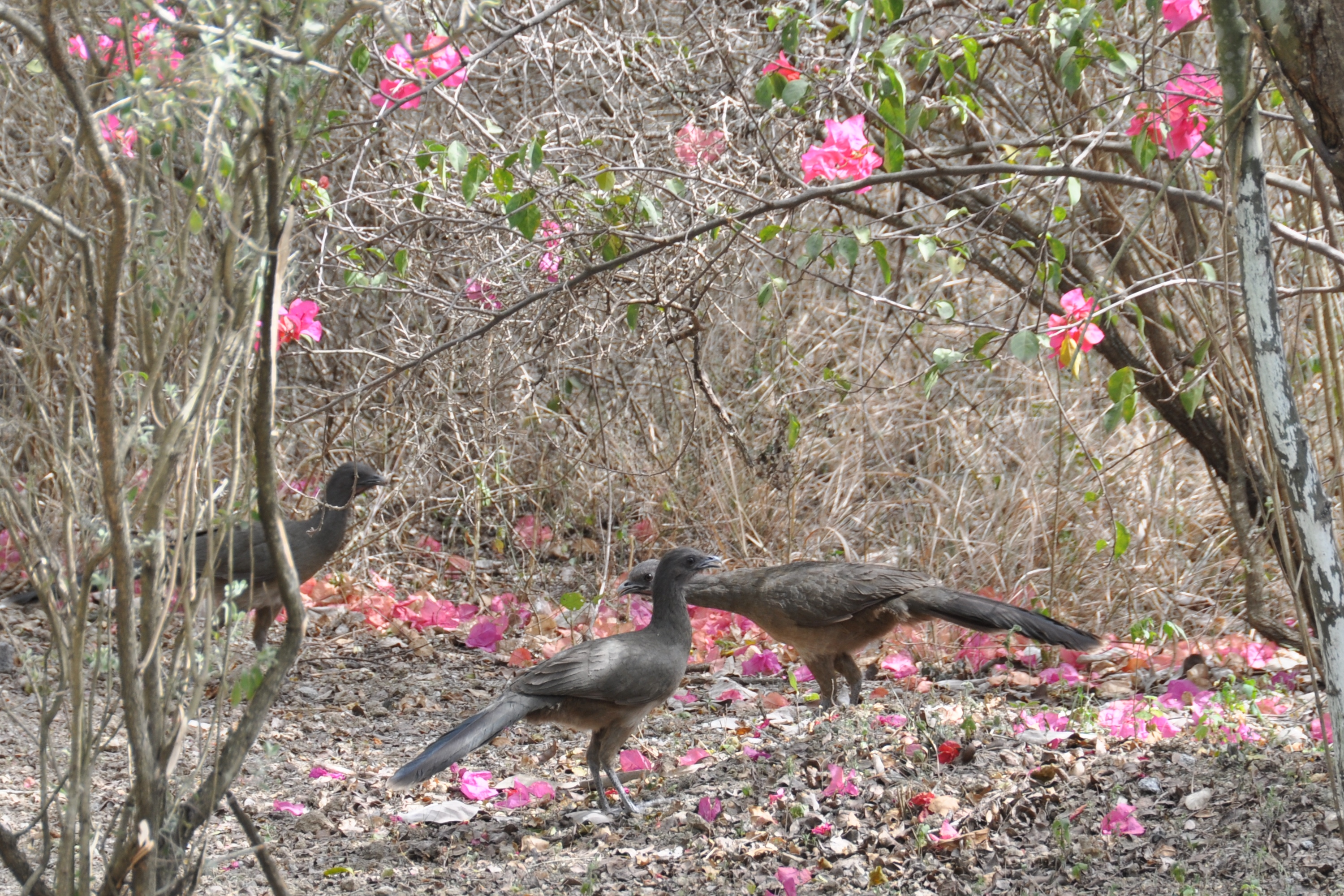
Czakalaki północne często spotykane są w zaroślach

Zamieszkuje lasy i zarośla; podgatunek deschauenseei zasiedla namorzyny porastające większość wyspy Útila.
Żywi się głównie owocami, w tym jagodami, zjada też świeże zielone liście, pędy czy pąki; sporadycznie dietę uzupełnia owadami zbieranymi z ziemi.
Samica składa 2–4 jaja (najczęściej 3) w gnieździe na krzewie lub drzewie; niekiedy w ogóle nie buduje gniazda, lecz składa jaja bezpośrednio na pniu, w rozwidleniu gałęzi czy na poziomym odcinku gałęzi. Młode wykluwają się po 22–27 dniach.

## Status
IUCN uznaje czakalakę północną za gatunek najmniejszej troski (LC, Least Concern). W 2019 roku organizacja Partners in Flight szacowała liczebność światowej populacji na około 2 miliony dorosłych osobników. Ze względu na brak dowodów na spadki liczebności bądź istotne zagrożenia dla gatunku, BirdLife International ocenia trend liczebności populacji jako stabilny. Gatunek ten dobrze adaptuje się do zmian w środowisku, a wysoka presja ze strony myśliwych nie wydaje się negatywnie wpływać na populację.